# 肾叶玉凤花
肾叶玉凤花（学名：Habenaria reniformis），为兰科玉凤花属下的一个植物种。